# Notes from My Travels
Notes from My Travels é uma coleção de trechos de diários mantidos pela atriz Angelina Jolie em 2001-2002 detalhando suas experiências viajando para regiões problemáticas do Terceiro Mundo em seu papel como Embaixadora de Boa Vontade para o Alto Comissariado das Nações Unidas para Refugiados (ACNUR).
O livro foi publicado em 2003, juntamente com o lançamento de Beyond Borders, um filme no qual ela interpreta uma personagem que eventualmente trabalha para o ACNUR. Foi também durante o período, que Jolie adotou seu filho nascido no Camboja, Maddox.